# Sweetwater River (Wyoming)

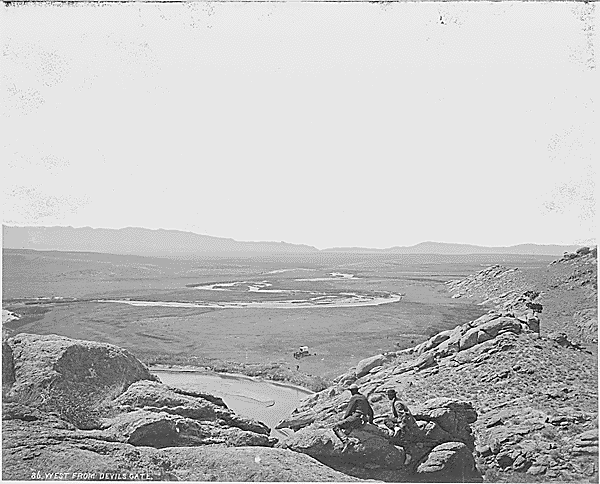
Sweetwater River na zdjęciu z roku 1870

Sweetwater River – lewy dopływ rzeki Platte Północna długości 241 km w Wyomingu w Stanach Zjednoczonych.
Rzeka wypływa na południowym zachodzie hrabstwa Fremont, z kontynentalnego wododziału w pobliżu przełęczy na południowym krańcu pasma górskiego Wind River. Początkowo płynie na północny wschód wzdłuż północnych stoków Antelope Hills, by następnie skręcić na południowy wschód, płynąc przez hrabstwo Fremont (gdzie mija miejscowość Jeffrey City) i dalej pomiędzy pasmami Gór Granitowych na północy i Gór Zielonych na południu przez równinę, gdzie prowadzona jest intensywna gospodarka hodowlana. Na południowym krańcu hrabstwa Natrona mija Diabelskie Wrota i Independence Rock, by ostatecznie połączyć się z Platte Północną na obszarze zbiornika wodnego Pathfinder Reservoir.
W czasach historycznych szeroka i płaska dolina rzeki wykorzystywana była przez ciągnących na zachód osadników. Przebiegały przez nią szlak oregoński, szlak kalifornijski i szlak mormoński przechodzące przez przełęcze górskie z plateau w południowo-wschodnim Wyomingu.